# Xanthorhoe occulta
Xanthorhoe occulta är en fjärilsart som beskrevs av Alfred Philpott 1903. Xanthorhoe occulta ingår i släktet Xanthorhoe och familjen mätare. Inga underarter finns listade i Catalogue of Life.